# ニコライ1世 (ロシア皇帝)
ニコライ1世（ロシア語: Николай I, ラテン文字転写: Nikolai I、ニコライ・パヴロヴィチ・ロマノフ、ロシア語: Николай Павлович Романов, ラテン文字転写: Nicholai Pavlovich Romanov、1796年7月6日（ユリウス暦6月25日） - 1855年3月2日（ユリウス暦2月18日））は、ロマノフ朝第11代ロシア皇帝（在位：1825年12月1日 - 1855年3月2日）、第2代ポーランド立憲王国国王（ミコワイ1世）、第2代フィンランド大公。父はパーヴェル1世、母は皇后マリア・フョードロヴナ。
帝政時代にロシア帝国銀行が発行した50ルーブル紙幣に肖像が描かれていた。

## 生涯
ニコライは、ロシア王位継承者であるパーヴェル大公と大公妃マリア・フョードロヴナ (後皇后)の第9子としてガッチナ宮殿で生まれた。ニコライには6人の姉と、後のロシア皇帝アレクサンドル1世とコンスタンティン大公の2人の兄がいた。
ニコライの誕生から5ヵ月後、祖母のエカチェリーナ2世が亡くなり、パーヴェル大公はロシア皇帝となった。1800年、ニコライは4歳で聖ヨハネ騎士団の制服を着用する資格を得た。ニコライは立派な青年に成長し、リアサノフスキーは彼について、「ヨーロッパで最もハンサムであると同時に、女性的な付き合い方を好む魅力的な人物であり、しばしば男性たちと最高の時を過ごした」と語っている。
二人の兄を持つニコライが皇帝になることは、当初はあり得ないと思われていた。しかし、アレクサンドルとコンスタンチンがともに嫡男を生まなかったため、ニコライが皇帝になる可能性はないわけではなかった。少なくとも彼の子供たちが後継者になる可能性があると注目されるようになった。 
1825年、長兄アレクサンドル1世の急死と次兄コンスタンチンの皇位継承権放棄によって、ニコライは「ニコライ1世」として皇帝に即位した。ニコライ1世は、兄のアレクサンドル1世とは20歳ほど離れていて、アレクサンドルには祖母エカチェリーナ2世の影響を受け自由主義的発想があったが、彼はエカチェリーナ２世が亡くなった年に生まれたため、父パーヴェル1世の影響を受けて厳格な性格を引き継いだ。
ニコライ1世は、アレクサンドル1世の在位中から専制的な言動で知られていたため、即位時にデカブリストの乱（自由主義を支持する青年将校達によるクーデター未遂）が起こった。ニコライ1世はこの反乱をすぐさま鎮圧した。

### 内政

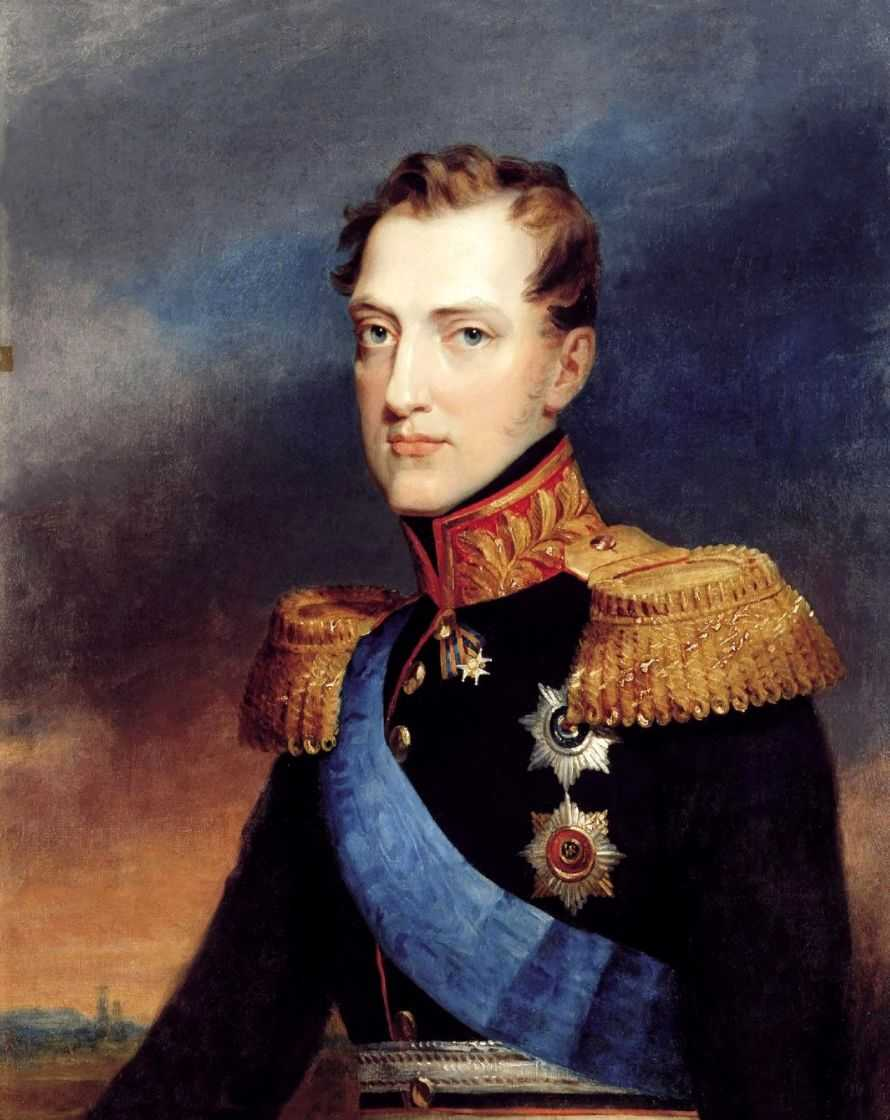
ヴァシーリー・ゴリケによる
ニコライ・パヴロヴィチ大公の肖像

ニコライ1世は1825年12月14日（旧暦）に治世を開始したが 、この日は月曜日で、ロシアの迷信では、月曜日は不吉な日とされていた。
ニコライ1世の即位は、3000人の陸軍青年将校や自由主義を掲げる市民たちによるデモによって台無しにされた。この、デカブリストの乱は、政府に憲法と議会の開設を要求するものだった。ニコライ1世は、軍に反乱の鎮圧を命じた。 反乱はすぐに鎮圧され、これを機にニコライ1世は、ロシアにおける専制政治を強化するする決意を固めた。反乱の計画を事前に察知していた陸軍軍人のアレクサンドル・ベンケンドルフ伯爵を登用し、1826年に「皇帝官房第三課」を創設させた。ベンケンドルフを長とする、この秘密警察は、プーシキン、レールモントフ、ベリンスキー、ゲルツェンらを流刑にした（厳密にはプーシキンはすでに南ロシアに追放されていたため、処罰はされず、今後ニコライ1世の監視下で創作活動を許される）。

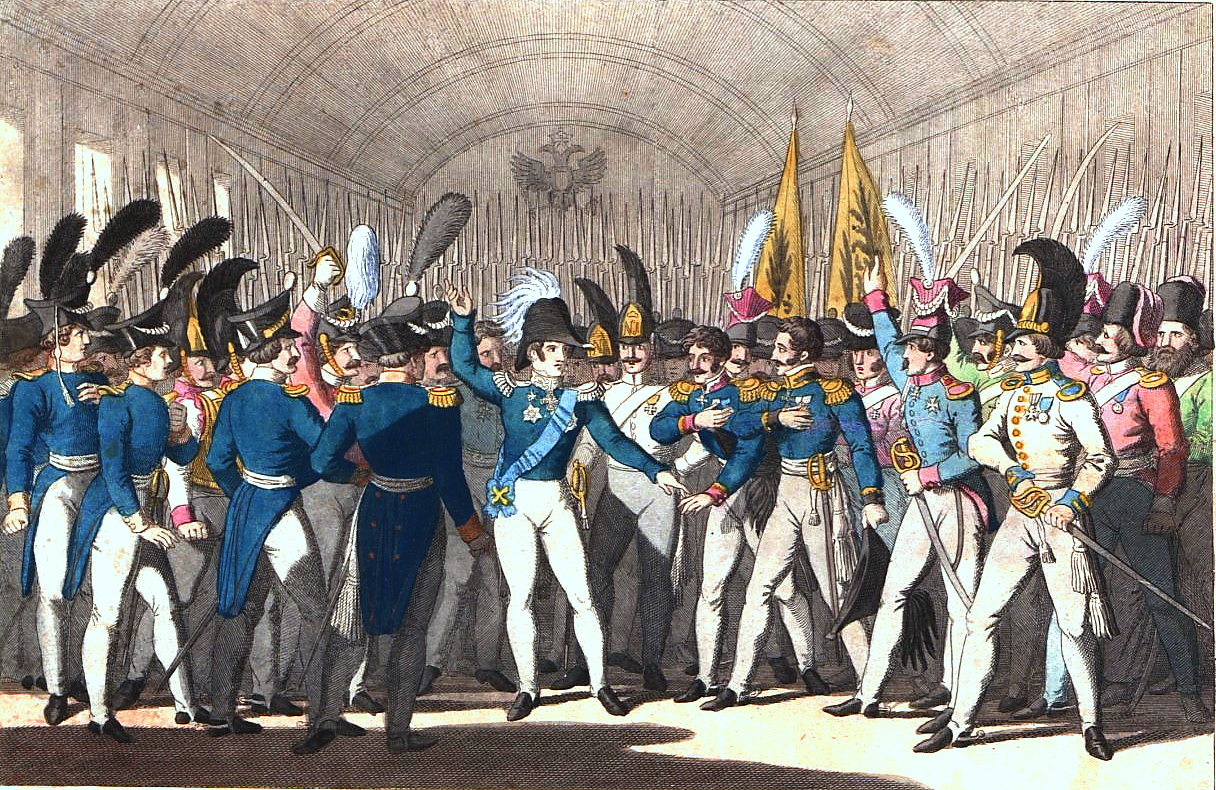
近衛隊らに11月蜂起の勃発を告げるニコライ1世

ニコライ1世はいくつかの地方自治を廃止した。ベッサラビア（現在のモルドバ）の自治は1828年に、ポーランドの自治は1830年に、ユダヤ人のケヒッラーは1843年に廃止された。しかし、これとは対象に、フィンランドはポーランドにおける11月蜂起の鎮圧に、フィンランド出身の兵士が忠実に参加したこともあり、自治権を維持することができた。但し、フィンランド大公は依然とロシア皇帝であるニコライ1世が兼任していた。
1837年に、ロシア初の鉄道が開通し、サンクトペテルブルクと郊外のツァールスコエ・セローを結ぶ26kmの路線だった。1842年から51年にかけてサンクトペテルブルクからモスクワ間の鉄道も敷設された。とはいえ、当時のロシアの鉄道は、わずか920kmしかなく、1904年のシベリア鉄道の開業までは、その時期を待たなければならなかった。
1833年、国民啓蒙相のセルゲイ・ウヴァーロフは、政権の指導原理として「正教会・専制・国民性」というプログラムを考案した。これは、絶対的な皇帝への服従と西洋思想の拒絶を意味するものであり、宗教におけるキリスト教正教会の正統性、政府における専制君主政治、そしてロシア民族の国家的な役割と、ユダヤ人を除く、ロシアに居住する他のすべての民族に対する平等な市民権に基づく、反動的な政策であった。国民は、皇帝の無制限の権威、ロシア正教会の伝統、そしてロシア語に忠誠を示さなければならなかった。ニコライ1世とウヴァーロフの、この保守的なスローガンは、 アレクサンドル大公 (後の皇帝アレクサンドル2世)の家庭教師の一人であり、詩人のヴァシーリー・ジュコーフスキーにも支持されていた。
1839年以降、ニコライ1世は元正教会司祭のヨセフを介して、ウクライナ、ベラルーシ、リトアニアのカトリック教徒に正教を強要した。しかし彼の正教強要政策は、ローマ教皇、アストルフ・ド・キュスティーヌ、チャールズ・ディケンズ、その他の多くの西欧諸国から非難された。
ニコライ1世は、保守的で軍人としての要素が大きかった性格ににも関わらず、ロシアの伝統的統治制度である農奴制を嫌い、国内での農奴制廃止も検討することも考えたが、貴族階級の反発を恐れ、廃止を断念した。しかし、 国家資産大臣パーヴェル・キセリョフ大将の助言で、王室農奴（政府が所有する農奴）の地位を向上させることに成功した。ニコライ１世は、治世のほとんどの期間、ロシアの地主やその他の有力者集団に対する統制を強めようとした。1831年、ニコライ1世は貴族会議での投票を100人以上の農奴を持つ者に制限し、1841年には、土地を持たない貴族が農奴を土地から切り離して売却することを禁止した 。1845年からは、それまでの官表制を改め、貴族称号の獲得位をそれまでの八位から五位に変更し、国内の中央集権化政策を進めた。

### ポーランド国王
ニコライ1世は、1829年5月12日（24日）に、ポーランド憲法に基づき、ワルシャワでポーランド国王に即位した。ポーランド国王としてはポーランド語風に「ミコワイ1世」と呼ばれる。

### ユダヤ人政策
1851年には、ロシア国内に住む、ユダヤ人の人口は240万人に達し、そのうち21万2,000人がロシア支配下のポーランド領内に住んでいた。
1827年8月26日、徴兵制が導入され、18歳から25歳以下のユダヤ人は、ロシア軍に従軍することが義務づけられた。1827年から1854年の間に、7万人のユダヤ人が徴兵されたと推定されている。
シベリアのユダヤ人がウクライナに強制移住され、ウクライナのユダヤ人農業植民地化が進行した。ウクライナでは、ユダヤ人は土地を与えられたが、その土地料金を支払わなければならず、生計を立てていくには、とても無理な条件であった。その一方で、これらのユダヤ人はシベリアの強制徴兵を免除された。
ニコライ1世の時代には、全国のロシア化を目的として、ユダヤ人の教育改革が試みられた。タルムードは、ユダヤ人のロシア社会からの隔離を促す書物と見なされ、その閲覧を禁止された。また、ニコライ1世は、イディッシュ語とヘブライ語のユダヤ教系の書籍の検閲を強化し、ウクライナのジトミールとリトアニアのヴィルナでのみ印刷することを許可した。

### 軍人皇帝
ニコライ1世の積極的な対外政策は、多くの戦争を引き起こし、帝国の財政を悪化させた。ニコライ1世は、大軍団を理想とし、軍隊拡張に惜しみない注意を払った。彼は、時代遅れの装備と戦術を用いていたが、常に将校に囲まれ、自らも兵士として振る舞い、軍装を身に纏っていた。
しかし軍隊の質は貧弱であり、騎兵の馬はパレード隊形でしか訓練されていなかった。だがそのきらびやかな装飾は、ニコライ1世がも気づかなかった、軍隊の貧弱さを覆い隠していた。6千万から7千万の人口のうち、軍隊は100万人の兵員を数えた。騎兵隊の突撃で名声を得た不可知論者は、教会問題の監督官に任命された。軍隊はポーランド、バルト海沿岸、フィンランド、グルジアといった、非ロシア地域出身の青年貴族層たちの社会的上昇移動の手段となった。その一方で多くの不良、軽犯罪者は終身、陸軍に入隊させられた。後世の評価では、ニコライ1世の軍事システムは戦闘訓練よりもむしろ、無思慮な服従とパレードでの行進が強調され、戦時には無能な指揮官を生み出したという見解も存在する。クリミア戦争における彼の指揮官たちは老齢で無能であり、将校たちの中には、数少ない最高の装備や食料を売却した者もいた。
ニコライ1世在位中のロシアは、強大な軍事力を持つ大国と見なされていた。しかし、ニコライ1世の死の直前に勃発したクリミア戦争でそれまで誰も気づくことのなかったロシアの軍事的弱体性、後進的な技術力と行政が露呈することとなった。南方やトルコへの領土的な野心にもかかわらず、ロシアはその方面に鉄道網を敷設しておらず、通信状態も悪かった。また、国内の官僚機構においても汚職にまみれ、大戦争への備えがなかった。また、海軍においては有能な将校がほとんどおらず、水兵は訓練不足で、最も重要な艦船も旧式のものだった。陸軍は非常に大規模だったが、パレードにしか使えず、部下の給料を不正に着服する将校でさえも、生活難に陥り、士気も低く、イギリスやフランスが開発した最新技術には疎かった。クリミア戦争が終わるころには、ロシアの指導者たちは政治・軍政改革を決意していた。軍部の中にもロシアはクリミア半島で敗北しており、軍事的弱点を克服するための措置を講じない限り、再び敗北することは避けられないと恐れている者も少なくなく、軍政改革を支持する声が多く存在した。
強烈な軍国主義者であったニコライ1世は、陸軍をロシアで最高かつ最大の機関と見なしており、社会の模範的存在であるべきだと主張し、次のように述べた。
ニコライ1世は、長年のロシアの官僚機構に嫌気がさし、将軍や提督などの軍高官を様々な政府の役職に任命することを好み、特に戦闘経験のある将軍を任命することに執着していた。そのため、彼らが実際にその職務にふさわしいかどうかは二の次であり、最もそれが如実に現れたケースとしては、帝国陸軍の有能な旅団司令官でありながら、海軍大臣に任命されたアレクサンドル・メンシコフ将軍の事例がある。。
ニコライ1世の時代に、閣僚・大臣を務めた人物のうち、61％が以前に将軍や提督を務めており、閣僚評議会議長（政府の長）を務めた5人の政府高官のうち、3人が武官であった。また、少なくとも30人は、フランス、オスマン帝国、スウェーデンとの戦争で活躍した将軍たちであり、78％がロシア系、9.6％がバルト・ドイツ系、残りはその他の外国人という比率であっ。そのうちの14人が大学、もしくわギムナジウムを卒業しており、残りの閣僚はすべて家庭教師による教育を受けていた。

### 対外政策

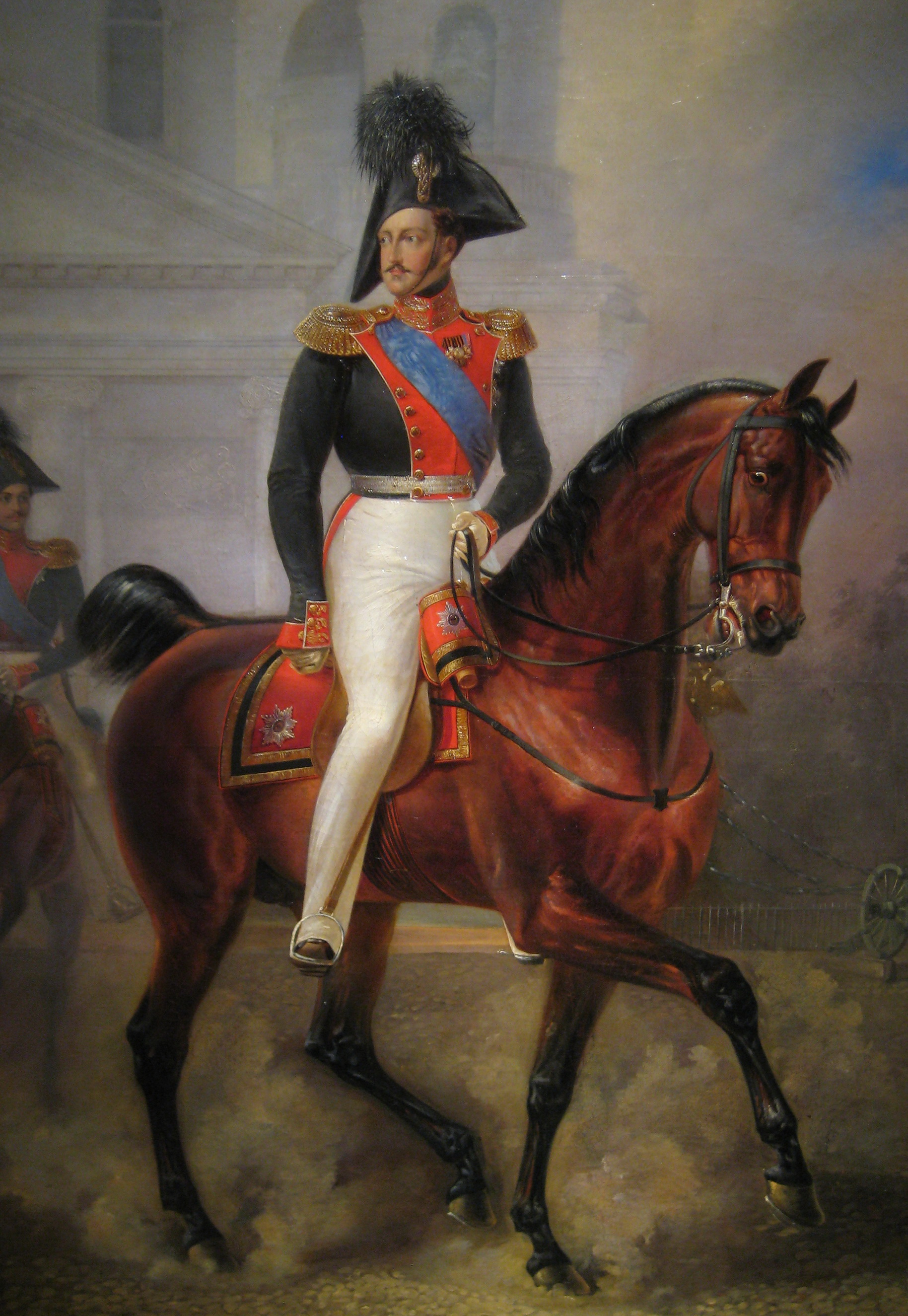
ニコライ1世の騎馬像

1826年からのギリシア独立戦争に介入し、イギリス・フランスと連合艦隊でオスマン帝国を破る。その中の激戦1827年ナヴァリノの海戦（帆走主力艦同士の最後の戦い）にはプチャーチンが参加して功績をあげている。その後、1828～1829年露土戦争になり、勝利してオスマン帝国に対する優位な立場に立つ。しかし、黒海の軍艦の取り決めがイギリスの介入に繋がる。
ニコライ1世の治世は専ら強権的な専制政治に貫かれ、1830年、オランダに対するベルギーの反乱を知ったニコライ1世は激怒し、ロシア軍に出動を命じた。ベルギー反乱に際しては、プロイセン大使にヨーロッパを縦断してオランダのベルギーに対する覇権を回復するために、ロシア軍に通過権を認めるよう請願した。しかし同時期のコレラの流行とポーランドでの反乱によって、ロシア軍は壊滅的な打撃を受け、ベルギー軍に投入されるはずだったロシア兵が拘束された。 ロシアのベルギー侵攻が、フランスとの戦争を引き起こすことを恐れたニコライ1世は、プロイセンとイギリスが参戦した場合のみ、開戦すると明言した。1815年、ニコライ1世は来仏し、オルレアン公ルイ・フィリップのもとに滞在した。ルイ・フィリップはすぐにニコライ1世と親しくなり、大公はニコライ1世の人柄、知性、礼儀作法、気品に感銘を受けた。しかし、1830年のフランスの七月革命により、オルレアン公ルイ・フィリップが、ルイ・フィリップ1世としてフランス王に即位したとき、ニコライ1世はこれを個人的な裏切りとして受け止め、私の友人が革命と自由主義の暗黒面に堕ちたと語った。ニコライ1世はルイ・フィリップ（「フランス国民の王」）を反逆貴族であり、「簒奪者」として憎み、1830年からの外交政策は、フランスを孤立させるためにロシア、プロイセン、オーストリア、イギリスで連合し、ナポレオン時代に存在した対仏大同盟を思わせるようなヨーロッパ秩序の結成を試みた。イギリスは反フランス連合の参加に消極的だったが、ニコライ1世は、オーストリアやプロイセンとの緊密な関係を強化することに成功し、3つの帝国は定期的に合同軍事会議を開催した 。1830年代の大半は、フランスとイギリスの自由主義的な「西側ブロック」とオーストリア、プロイセン、ロシアの反動的な「東側ブロック」の間で、一種の「冷戦」が存在した。
1848年におこったポーランド立憲王国の自治権拡大運動を鎮圧した。この結果、それまで総督が統治していたポーランドは1830年の武装蜂起鎮圧後はロシアの直轄領となり、自治権も大きく制限された。元々、ニコライ1世はポーランド国王継承直後から、ポーランドの立憲君主制を制限し始めていた。
1848年には「ヨーロッパの憲兵」と称してハンガリーの独立運動を鎮圧した。フランスの二月革命に呼応したもので、オーストリアにおけるメッテルニヒ追放やプロイセン内での反乱にも手を貸して鎮圧している（この二つの支援がクリミア戦争においてロシアが優位に立てると見込んで開戦した根拠に）。更に、この革命に当たってロシア国内の監視を強め、サン・シモンやシャルル・フーリエの書籍を所蔵していた巨大な貴族を中心とした秘密組織ペトラシェフスキー・サークルを検挙する。その際、そのサークルに属していた陸軍工兵将校として製図局に勤めた後創作活動をしていたドストエフスキーもいて、シベリア流刑になる。
ニコライ1世は、ヨーロッパにおける現状を維持しようとする一方で、オスマン帝国とペルシアに対しては積極的な政策をとった。ニコライ1世は汎スラヴ主義の土台を築き上げ、オスマン帝国を分割し、同帝国の支配下にあったバルカン半島の正教徒の保護を名目に、ロシアの勢力を拡大するいわゆる南下政策を推進した。だが、ロシアの南下政策は同じくバルカン半島に権益を持つオーストリア＝ハンガリー帝国を刺激し、オスマン帝国を擁護する英仏連合も敵にまわす恐れもあった。さらに、1838年に勃発した、露土戦争でロシア軍はすべての戦闘でオスマン帝国を破り、バルカン半島の奥深くまで進出したが、コンスタンティノープルを占領するのに必要な兵站力が不足していることに気づいた。
ニコライ1世の対オスマン政策は、オスマン帝国をロシアの勢力圏に入れる方法としてロシアにバルカン半島の正教徒の保護者としての権利を与えた、キュチュク・カイナルジ条約を利用することであり、これはオスマン帝国全体を征服するよりも達成可能な目標であると考えられていた。ロシアの外相カール・ロベルト・ネッセルローデは、駐コンスタンチノープル大使ニコライ・ムラヴィヨフに宛てた書簡の中で、エジプトのムハンマド・アリーがマフムト2世に勝利すれば、オスマン帝国を支配する新たなスルタンが誕生するだろうと述べている。ネッセルローデは、もし有能なムハンマド・アリーがスルタンになれば、衰退しつつある帝国が蘇り、ヨーロッパ問題から我々の注意をそらすことができると主張し、同時にニコライ1世は、ロシアが穀物を輸出するトルコ海峡は、ロシアにとって経済的に重要であるため、ロシアはオスマン帝国の問題に介入する「権利がある」と主張した。1833年、ニコライ1世はオーストリア大使カール・ルートヴィヒ・フォン・フィケルモントに、「東洋の問題は何よりもロシアの問題である」と述べた。ニコライ1世はオスマン帝国がロシアの勢力圏内にあると主張したが、オスマン帝国を併合することに関心がないことも明らかにした。1833年に行われたフィケルモントとの会合で、ニコライ1世はエカチェリーナ大帝の「ギリシャ計画」を念頭に置いて次のように語った。
西アジア方面では、ロシア・ペルシャ戦争の勝利とトルコマンチャーイ条約により、カージャール朝ペルシア（イラン）のコーカサス地方に残された最後の領土を獲得した。ロシアは19世紀を通じて、現在のジョージア、ダゲスタン、アルメニア、アゼルバイジャンからなる北コーカサスと南コーカサスの両地域におけるイランの全領土を征服した。またイランにおけるロシア臣民の治外法権も認めさせた。ヴァージニア・アクサン教授が指摘するように、1828年のトルコマンチャーイ条約により、イランはロシアの軍事的脅威ではなくなった。
極東方面ではアヘン戦争の結果、イギリスを中心とした欧米列強が東アジアに本格的な進出を開始したことを重視、プチャーチンを遣日全権使節として日本へ派遣し、1855年に日露和親条約を締結した。
ロシアは1828年から29年にかけての露土戦争で、オスマン帝国との戦いに勝利したが、ヨーロッパにおけるロシアの大国としての地位を高めることはほとんどできなかった。同戦争ではバルカン半島の同じ正教国のギリシャやセルビアの独立運動を支援したが、ロシアの影響力は限られていた。しかし、エジプト事件に際してはオスマン帝国を終始支援し、ウンキャル・スケレッシ条約を締結してボスポラス・ダーダネルス両海峡の独占航行権を一時獲得するなど、南下政策を進めていったが、イギリスやプロイセン・オーストリアの干渉を受けて挫折し、オスマン帝国との間にクリミア戦争を起こした。 なお、ロシアでは「東方戦争」（ロシア語: Восточная война, Vostochnaya Vojna）と呼ばれる。
1853年11月30日、ロシアのパーヴェル・ナヒーモフ提督はオスマン帝国艦隊をシノプ港で壊滅させた。
オスマン帝国の完全敗北を恐れたイギリス、フランス、サルデーニャは、1854年に連合国を結成し、オスマン帝国と手を組んでロシアに対抗した。1854年4月、オーストリアはプロイセンと防衛協定を結んだ。こうしてロシアは、軍事的または外交的に敵対するヨーロッパのあらゆる大国との戦争に巻き込まれることになった。
1853年、モスクワ大学の歴史学教授であったミハイル・ポゴーディンは、ニコライ1世に覚書を書いた。ニコライ1世自身がポゴーディンの文章を読み賞賛のコメントを寄せた。歴史家オーランドー・ファイジズによれば、この覚書は明らかにニコライ1世の琴線に触れ、正教徒の保護者としてのロシアの役割は他国に理解もされておらず、ロシアは西側諸国から不当に扱われているというポゴーディンの意見を共有したという。また、ポゴーディンは次のように書いている。
オーストリアはオスマン帝国に外交的支援を提供し、プロイセンは中立を維持したため、ロシアは大陸に同盟国を持つことができなかった。ヨーロッパの同盟国はクリミア半島に上陸し、要塞化されたロシアのセヴァストポリ要塞を包囲した。ロシア軍は1854年9月のアルマの戦いとインカーマンの戦いに敗れた。長期にわたるセヴァストポリ包囲戦でロシアの将兵は奮闘するも、全体の戦況は兵器や装備についての技術革新、近代軍隊にふさわしい組織改革が遅れていたロシア軍に不利であり、国内では皇帝官房第三課の厳しい抑圧にもかかわらず、ヨーロッパに吹き荒れた社会運動の影響がロシアにも及び反体制派の活動が活発化する中で、ニコライ1世は絶望に包まれながらインフルエンザにかかり崩御した。ニコライ1世の死後、アレクサンドル2世が新ロシア皇帝に即位した。1856年1月15日、新皇帝は黒海の海軍艦隊を失うなど、非常に不利な条件でロシアを戦争から離脱させ、ロシアの敗北を認めた。

### 崩御

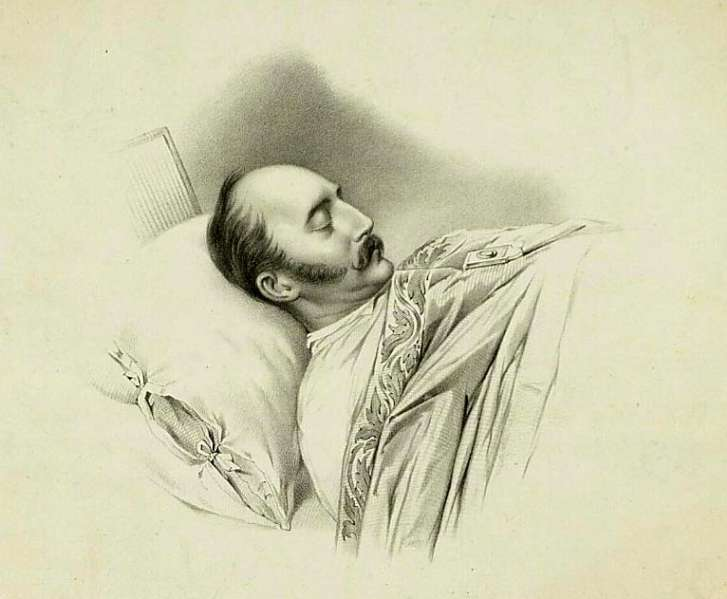
死の床につくニコライ1世（1855年）

ニコライ1世はクリミア戦争中の1855年3月2日、サンクトペテルブルクの冬の宮殿で58歳で崩御した。最後はインフルエンザの治療を拒否し、自殺を図ったという噂もあった。息子のアレクサンドル2世が後継者となった。

## 人物
ニコライ1世の伝記作家であるニコラス・V・リアサノフスキー によると、彼は強い義務感持ち、非常にハードな仕事もこなし、決意、一途の目的、鉄の意志を持っていた。彼は軍隊生活に馴染み、自分自身を兵士と見なした。容姿はハンサムで性格は非常に神経質で攻撃的だった。リアサノフスキーは、「ニコライ1世は、その公的な人格において、ツァーリズムを擬人化したような人物であり、限りなく威厳があり、断固として力強く、石のように硬く、冷酷非道で容赦のない人間の姿であった」と述べている。
政治家としては冷徹な専制主義者であり、あらゆる変革の試みに対し、軍人らしい保守性と厳格さで徹底して認めようとしなかった。しかし個人としては人格者であり、フランスのオーギュスト・マルモン元帥が1828年にニコライ1世の長男の皇太子アレクサンドルに拝謁を申し出た時、次のように述べてその申し出を断っている。「あの子を思い上がらせたいのかね？」「軍を指揮下におく将軍が自分に敬意を表するようなことになったら、あの小さな息子は鼻高々になるだろう。（中略）儀礼的な拝謁は望ましくない。わたしは息子を皇子として育てる前に、人間として育てたいのだ。」
1845年には老いた教皇グレゴリウス16世との会談を行っている。これはロシアの元首として歴史上初のものとなった。

## 家族
1817年、プロイセン王フリードリヒ・ヴィルヘルム3世の長女シャルロッテ・フォン・プロイセン（結婚と同時にアレクサンドラ・フョードロヴナと改名）と結婚
- アレクサンドル2世（1818年 - 1881年）
- マリア（1819年 - 1876年）　ロイヒテンベルク公マクシミリアン妃
- オリガ（1822年 - 1892年）　ヴュルテンベルク国王カール1世妃
- アレクサンドラ（1825年 - 1844年）　ヘッセン＝カッセル方伯子フリードリヒ妃
- コンスタンチン（1827年 - 1892年）　アルテンブルク公女アレクサンドラと結婚。
- ニコライ（1831年 - 1891年）　オルデンブルク公女アレクサンドリーネと結婚。
- ミハイル（1832年 - 1909年）　バーデン大公女ツェツィーリエと結婚。